# ضد-ونوم
ضد-ونوم یا آنتی-ونوم (به انگلیسی: Anti-Venom) یک شخصیت خیالی ابر قهرمان در کتاب‌های کمیک آمریکایی منتشر شده توسط مارول کامیکس است. این شخصیت توسط دن اسلات و جان رومیتا جونیور خلق شده‌است؛ این شخصیت برای اولین بار در جلد کمیک شماره ۵۶۹ مرد عنکبوتی شگفت‌انگیز (اکتبر ۲۰۰۸) در دنیای کمیک حضور پیدا کرد.این مخلوق متعلق به یک نژاد آمورف و انگل زیست فرازمینی است که تحت عنوان سیمبیوت (هم‌زیستی) شناخته می‌شود، البته ضد-ونوم یک سیمبیوت مصنوعی است که از ترکیب تکه ای از ونوم اصلی با قدرت های مستر نگاتیو به وجود آمده است.ضد-ونوم به گونه ای فرزند ونوم به حساب می آید.

## زندگی
در زمانی که سیمبیوت ونوم از ادی براک جدا شد، او مبتلا به سرطان بود، در نتیجه براک نزد مستر نگاتیو رفت و با کمک قدرت های او سرطان خود را درمان کرد و در نتیجه سلول های بدن او به رنگ سفید درامد. مدتی بعد ونوم دوباره نزد براک برگشت و تلاش کرد با او پیوند بخورد ولی از آن جایی که سلول های براک به رنگ سفید درآمده بودند، ونوم نتوانست با او پیوند بخورد و برای همین از او جدا شد، ولی تکه ای از ونوم در بدن براک با سلول های سفید بدن اش ترکیب شد و سیمبیوتی جدید به نام ضد-ونوم به وجود امد. 
وی برای آزادی همه، جان خود را در جلد کمیک شماره ۶۷۱ مرد عنکبوتی شگفت‌انگیز (دسامبر ۲۰۱۱) فدا کرد. اما بعد ها در جلد شماره ۱ کمیک‌ کمپانی ونوم (فوریه ۲۰۱۸) ضد-ونوم دوباره به طور اتفاقی در پیوند با فلش تامسون، به وجود امد.البته فلش تامپسون در شماره ۸۰۰ کمیک مرد عنکبوتی شگفت انگیز به دست رد گابلین (نورمن آزبورنی که با کارنیج پیوند خورده است) کشته شد. البته او بعد ها زنده شد.
او در ابتدا رابطهٔ خوبی با مرد عنکبوتی نداشت اما وقتی فهمید که مرد عنکبوتی فردی خوب است با او همکاری هم می‌کرد. 